# Władysław Kiedroń

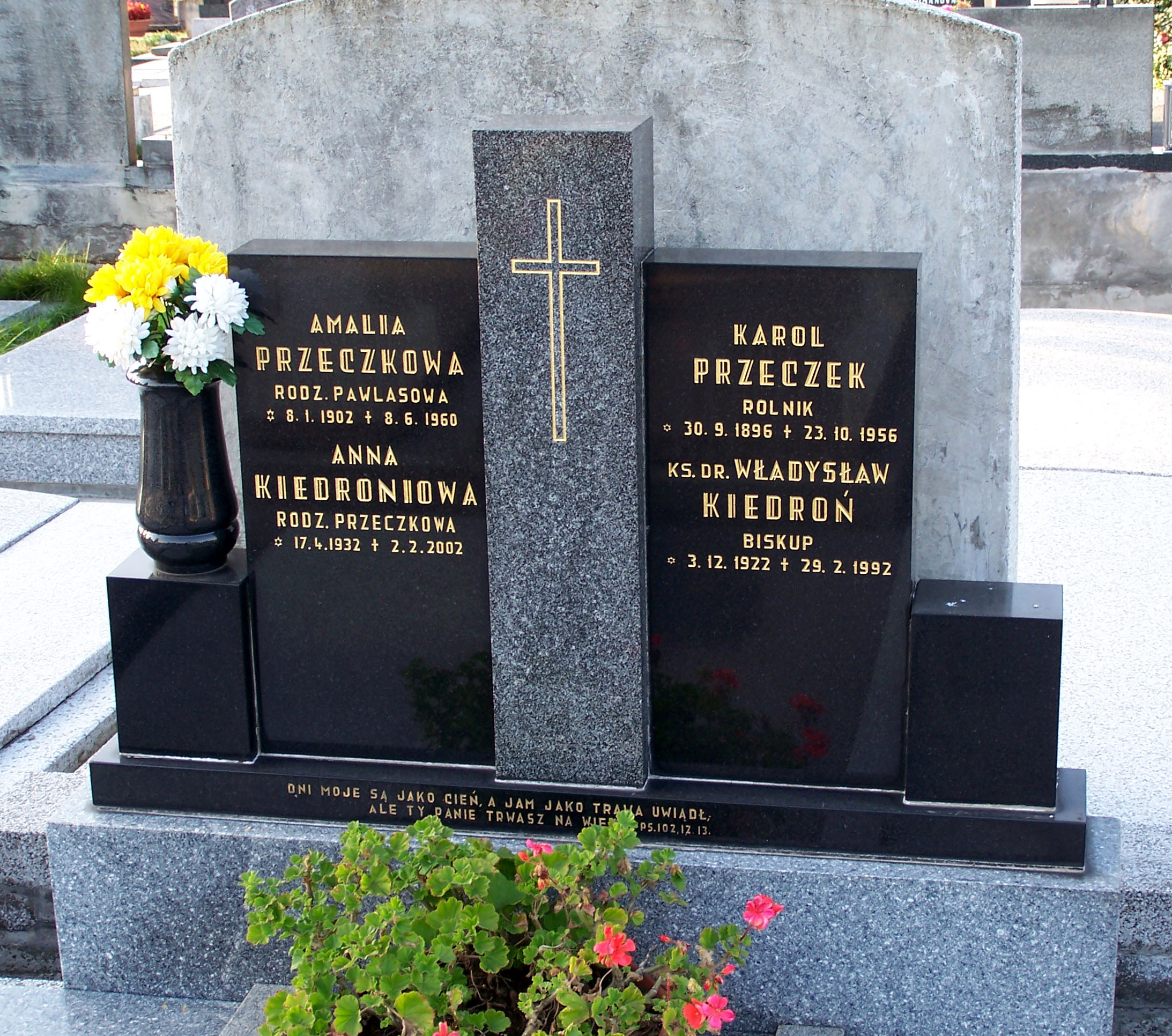
Hrob Władysława Kiedroně v Dolních Bludovicích

Dr. Władysław Kiedroń ([vuadysuav kjedroň]; 3. prosince 1922 Bludovice – 29. února 1992) byl luterským duchovním polské národnosti a československým občanem.
V letech 1971–1989 byl biskupem Slezské církve evangelické a. v.
V letech 1964–1989 byl registrován jako tajný spolupracovník StB pod krycím jménem „Vladek“.
Je pohřben v Havířově-Bludovicích.